# کنترل‌پذیری
کنترل پذیری، یکی از خاصیت‌های مهم هر سیستم است و نقش مهمی در مسئله‌های کنترل ایفا می‌کند، مثل پایدار کردن سیستم‌های ناپایدار به وسیله بازخورد یا کنترل بهینه.
کنترل پذیر بودن به معنی توانایی سیستم در رفتن از هر حالت اولیه به حالت دلخواه با استفاده از ورودی‌های دلخواه است. معنی دقیق کنترل پذیری بستگی به محل کاربرد آن دارد.

## شرایط کنترل پذیر بودن
سیستم خطی و غیر متغیر با زمان زیر را در نظر بگیرید:
{\displaystyle {\dot {\mathbf {x} }}(t)=A\mathbf {x} (t)+B\mathbf {u} (t)}
{\displaystyle \mathbf {y} (t)=C\mathbf {x} (t)+D\mathbf {u} (t)}
که در آن:
{\displaystyle \mathbf {x} } برابر {\displaystyle n\times 1} "بردار حالت",
{\displaystyle \mathbf {y} } برابر {\displaystyle m\times 1} "بردار خروجی",
{\displaystyle \mathbf {u} } برابر {\displaystyle r\times 1} "بردار ورودی",
{\displaystyle A} برابر {\displaystyle n\times n} "ماتریس حالت",
{\displaystyle B} برابر {\displaystyle n\times r} "ماتریس ورودی",
{\displaystyle C} برابر {\displaystyle m\times n} "ماتریس خروجی",
{\displaystyle D} برابر {\displaystyle m\times r} "ماتریس فید فوروارد"
است.
در این صورت اگر بردار :
{\displaystyle R={\begin{bmatrix}B&AB&A^{2}B&...&A^{n-1}B\end{bmatrix}}}
دارای رتبه کامل باشد این سیستم کنترل پذیر است.